# 四龙乡
四龙乡，是中华人民共和国四川省南充市南部县曾经下辖的一个乡。2019年10月，撤销四龙乡，将其所属行政区域划归流马镇管辖。

## 行政区划
四龙乡撤销前下辖以下地区：
南岳庙村、老君观村、柏林子村、板凳垭村、黄龙观村、代家坪村、土地垭村、董家庵村、九湾子村、黑龙观村、龛院寺村、金狮村、青龙庵村和胤龙庵村。